# Jos Hooiveld
Jos Hooiveld (Zeijen, 22 april 1983) is een Nederlands voormalig voetballer die bij voorkeur als verdediger speelde. Hij werd landskampioen in Finland, Zweden en Denemarken.

## Clubcarrière
Hooiveld begon samen met zijn oudere broer Bas met voetballen in de jeugd van SVZ uit Zeijen. Ook toen ze naar Norg verhuisden, bleven de broers hier spelen. Na uitstapjes bij Achilles 1894 (Assen) en vv LTC (Assen) werden beiden opgenomen in de jeugd van FC Emmen, destijds nog BVO Emmen genaamd. Vanuit Emmen verhuisde Hooiveld naar sc Heerenveen waar hij in het seizoen 2002/03 debuteerde als profvoetballer.
In 2004 ging Hooiveld op huurbasis naar FC Zwolle waar hij anderhalf seizoenen speelde. Na een half jaar bij de Oostenrijkse SV Stadtwerke Kapfenberg gespeeld te hebben ging hij in 2007 spelen bij FC Inter Turku in Finland. Met die club werd hij in 2008 kampioen van Finland en won hij de nationale beker. Ook werd Hooiveld in de jaren 2007 en 2008 gekroond tot Speler van het Jaar in Finland.
Vanaf januari 2009 kwam hij uit voor AIK Solna uit Zweden, waar hij een driejarig contract tekende. Ook bij deze club was hij basisspeler en werd hij landskampioen. Voor AIK was dat de eerste keer sinds 1998. In januari 2010 maakte Hooiveld de transfer naar het Schotse Celtic FC, dat hem voor 2,2 miljoen euro overnam van de Zweedse club. Hooiveld tekende er een contract voor drie jaar. In de loop van het seizoen werd hij verhuurd aan FC Kopenhagen.
In het seizoen 2011/2012 werd Hooiveld overgenomen door Southampton FC, dat op dat moment in de Football League Championship uitkomt. Hij werd eerst van Celtic gehuurd en in de winterstop definitief overgenomen. Op 28 april 2012 wist Hooiveld met Southampton, dankzij een beslissende 4-0 zege op Coventry City FC, promotie naar de Premier League af te dwingen. Hij maakte in deze wedstrijd de 3-0. In de Premier League kwam hij in 2014 steeds minder aan bod en hij werd verhuurd aan Championship clubs Norwich City FC en Millwall FC. Begin 2015 keerde Hooiveld terug bij AIK Fotboll. Medio 2016 ging hij voor FC Twente spelen. Na de degradatie in 2018, verruilde hij FC Twente voor het Amerikaanse Orange County SC. Met die club won hij het reguliere seizoen van de USL Western Conference maar werd  hij met de club vroegtijdig uitgeschakeld in de play-offs. Eind 2018 besloot Hooiveld om te stoppen met voetballen.
Na zijn actieve voetbal carrière heeft Hooiveld zich toegelegd op het op de markt brengen van een app voor individuele ontwikkeling.
In 2023 werd hij teammanager bij het eerste elftal van FC Groningen.

## Clubstatistieken
| Seizoen                         | Club             | Land             | Competitie     | Duels | Goals |
| ------------------------------- | ---------------- | ---------------- | -------------- | ----- | ----- |
| 2002/03                         | sc Heerenveen    | Nederland        | Eredivisie     | 1     | 0     |
| 2003/04                         | sc Heerenveen    | Nederland        | Eredivisie     | 12    | 0     |
| 2004/05                         | sc Heerenveen    | Nederland        | Eredivisie     | 0     | 0     |
| 2004/05                         | → FC Zwolle      | Nederland        | Eerste divisie | 14    | 2     |
| 2005/06                         | → FC Zwolle      | Nederland        | Eerste divisie | 31    | 1     |
| 2006/07                         | Kapfenberger SV  | Oostenrijk       | Erste Liga     | 14    | 0     |
| 2007                            | FC Inter Turku   | Finland          | Veikkausliiga  | 21    | 1     |
| 2008                            | FC Inter Turku   | Finland          | Veikkausliiga  | 31    | 4     |
| 2009                            | AIK Fotboll      | Zweden           | Allsvenskan    | 28    | 0     |
| 2009/10                         | Celtic           | Schotland        | Premier League | 2     | 0     |
| 2010/11                         | Celtic           | Schotland        | Premier League | 5     | 0     |
| 2010/11                         | → FC Kopenhagen  | Denemarken       | Superligaen    | 11    | 0     |
| 2011/12                         | Southampton      | Engeland         | Championship   | 14    | 2     |
| 2011/12                         | Southampton      | Engeland         | Championship   | 25    | 5     |
| 2012/13                         | Southampton      | Engeland         | Premier League | 25    | 0     |
| 2013/14                         | Southampton      | Engeland         | Premier League | 3     | 0     |
| 2014/15                         | → Norwich City   | Engeland         | Championship   | 6     | 0     |
| 2014/15                         | → Millwall       | Engeland         | Championship   | 15    | 1     |
| 2015                            | AIK Fotboll      | Zweden           | Allsvenskan    | 11    | 1     |
| 2016                            | AIK Fotboll      | Zweden           | Allsvenskan    | 11    | 0     |
| 2016/17                         | FC Twente        | Nederland        | Eredivisie     | 7     | 0     |
| 2017/18                         | FC Twente        | Nederland        | Eredivisie     | 14    | 0     |
| 2018                            | Orange County SC | Verenigde Staten | USL            | 14    | 1     |
| Totaal                          | Totaal           | Totaal           | Totaal         | 315   | 18    |
| Bijgewerkt tot 30 december 2018 |                  |                  |                |       |       |

## Erelijst
| Competitie                                |             |             |             |             |
| Competitie                                | Aantal      | Jaren       |             |             |
| Inter Turku                               | Inter Turku | Inter Turku | Inter Turku | Inter Turku |
| ----------------------------------------- | ----------- | ----------- | ----------- | ----------- |
| Kampioen Veikkausliiga                    | 1x          | 2008        |             |             |
| Liigacup                                  | 1x          | 2008        |             |             |
| AIK                                       |             |             |             |             |
| Kampioen Allsvenskan                      | 1x          | 2009        |             |             |
| Beker van Zweden                          | 1x          | 2009        |             |             |
| FC Kopenhagen                             |             |             |             |             |
| Kampioen Superligaen                      | 1x          | 2010/11     |             |             |
| Orange County SC                          |             |             |             |             |
| USL Western Conference (regulier seizoen) | 1x          | 2018        |             |             |

| Individueel                                 |    |            |
| Verdediger van het jaar in de Veikkausliiga | 2x | 2007, 2008 |